# ピッキオ・ダル・ポッツォ
ピッキオ・ダル・ポッツォ（Picchio dal Pozzo）は、1976年にジェノヴァで結成されたイタリアン・プログレッシブ・ロック・バンドである。

## 略歴
ピッキオ・ダル・ポッツォの活動はかなり飛び飛びだったが、約40年（1976年-2011年）の間に、5枚のアルバムが発表された。バンドのスタイルは、イタリアン・プログレッシブ・ロック・シーンにおいてはまったく型破りなものであり、カンタベリー・シーンとジャズ・ロック/アバンギャルドという両方（ソフト・マシーン、ヘンリー・カウ、フランク・ザッパなど）からの影響を示している。「ピッキオ・ダル・ポッツォ」という（本質的に意味のない）名前（文字通りの意味だと「井戸からキツツキ」）は、バンド・メンバーの一人が、井戸のそばにいる羽を持ち鎧を着た騎士のことを描いたアートワークを作成したときに生まれた。「ピッキオ・ダル・ポッツォ」は、その騎士の名前として提案されたものだった。
バンドが商業的な成功を収めることはなかったが、彼らの作品は常に批評家によって賞賛されてきた。デビュー作となる同名アルバムの『ピッキオ・ダル・ポッツォI』（1976年、ロバート・ワイアットに捧げられている）は、「イタリアン・ロック・ミュージックのマイルストーン」として記述されており、最も評価の高い作品となっている。
彼らのセカンド・アルバム『2ND (人それぞれに人生の問題をかかえているものさ)』はさらに実験色が濃くなり、ザッパ、ヘンリー・カウ、マフィンズ、ナショナル・ヘルスと比較された。
『2ND (人それぞれに人生の問題をかかえているものさ)』発表後にピッキオ・ダル・ポッツォが解散してからというもの、1970年代に活動した多くのプログレッシブ・ロック・バンドがリバイバル志向のレーベルによって「再発見」され、2000年代初頭、ピッキオ・ダル・ポッツォの作品群も、『ねじれた小部屋の風景』というタイトルで発表された未公開音源を集めたCDとともに再発が行われた。バンドはまた、プログレッシブ・ロックのイベントでライブ演奏するために再結成を果たした。2004年に、彼らは1980年以来となるオリジナルのレコーディング作品『ピクニック』を公開した。これは、アバンギャルド/ジャズ・シンガーのデメトリオ・ストラトスをフィーチャーしてレコーディングしたものを再調整した未発表作品に基づいている。
バンドはいまだ活動中であり、2011年にライブ・アルバムを発表した。

## メンバー
- アルド・デ・スカルツィ (Aldo De Scalzi) - キーボード、パーカッション、ボーカル (1976年– )
- パオロ・グリギュオーロ (Paolo Griguolo) - ギター、ボーカル (1976年– )
- ジョルジオ・カラギオソフ (Giorgio Karaghiosoff) - サクソフォーン、フルート、パーカッション、ボーカル (1976年)
- アンドレア・ベッカーリ (Andrea Beccari) - ベース、ボーカル (1976年– )
- クラウディオ・ルゴ (Claudio Lugo) - サクソフォーン、フルート (1977年–1979年)
- ロベルト・ロマーニ (Roberto Romani) - サクソフォーン、フルート (1977年– )
- アルド・ディ・マルコ (Aldo Di Marco) - ドラム、パーカッション (1977年– )

## 来日公演
- 2014年

11月15日 TSUTAYA O-EAST (ロック・イン・オポジション・ジャパン2014)

## ディスコグラフィ

### アルバム
- 『ピッキオ・ダル・ポッツォI』 - Picchio dal pozzo (1976年、Grog)
- 『2ND (人それぞれに人生の問題をかかえているものさ)』 - Abbiamo tutti i suoi problemi (1980年、L'Orchestra)
- 『ねじれた小部屋の風景』 - Camere Zimmer Rooms (2001年、Cuneiform)
- 『ピクニック』 - Picnic @ Valdapozzo (2004年、Auditorium)
- 『ライヴ』 - A_Live (2011年、Altrock)